# Ásvellir
Het Ásvellir is een multifunctioneel stadion in Hafnarfjörður, een plaats in IJsland. Het heette daarvoor nog Gaman Ferda völlurinn. Tussen 2011 en 2017 heette het stadion Schenkervöllurinn. 
Het stadion wordt vooral gebruikt voor voetbalwedstrijden, de voetbalclub Haukar Hafnarfjörður maakt gebruik van dit stadion. 
In het stadion is plaats voor 2.120 toeschouwers. 